# Buszyno
Buszyno (Duits: Bussin) is een plaats in het Poolse district  Koszaliński, woiwodschap West-Pommeren. De plaats maakt deel uit van de gemeente Polanów en telt 130 inwoners.